# Hornera crispa
Hornera crispa är en mossdjursart som beskrevs av Defrance 1821. Hornera crispa ingår i släktet Hornera och familjen Horneridae. Inga underarter finns listade i Catalogue of Life.